# Apogon multitaeniatus
 Apogon multitaeniatus és una espècie de peix de la família dels apogònids i de l'ordre dels perciformes.

## Morfologia
Els mascles poden assolir els 18 cm de longitud total.

## Distribució geogràfica
És un endemisme del Mar Roig i del Golf d'Aden.